# 週刊少年宝島
『週刊少年宝島』（しゅうかんしょうねんたからじま）は、JICC出版局（現・宝島社）が1986年12月から1987年2月まで刊行していた週刊少年漫画雑誌である。

## 概要
1982年の『週刊少年キング』休刊以来、4誌体制となっていた週刊少年漫画誌市場の一角に食い込むべく創刊された。他の後発の週刊少年誌が、月刊や隔週刊で創刊→軌道に乗ったところで週刊化、という手順を踏んでいたのに対し、「それでは先行4誌に追いつけない」として最初から週刊だった。創刊号から100万部発行という、相当に強気の姿勢で臨んだ。
しかし、創刊早々から返本の山を築いた。もっとも発行元としてもそれは計算済みで、この雑誌のために5億円もの予算を組んでおり、「毎号1000万円の赤字を出しても1年間は大丈夫」という読みだったらしい。だがこれには、大量の出荷・返本作業に追われる側の手間や労力は全く計算に入っていなかった。このため、小売店や流通からは嫌われた。大手取次店からも「これ以上出し続けるなら、他も含めてJICCの雑誌は一切扱わない」と宣言され、一部の取次店が実行に移した。さらに、キヨスク等の駅売店では売られておらず、販売網の拡充も不充分だった。
1987年2月、わずか12号（3・4合併号があるため11冊）を出したのみで休刊となった。発行されている間、返本率が8割を切ることは一度もなかった。
最終号にも「次号」の予告が掲載されており、休刊の告知はその片隅に小さく載っているのみで、編集サイドが想定していなかった突然の休刊劇だったことを伺わせた。小売店にも休刊の事実は満足に気付かれなかったようで、書店によっては「次号」がいつまで経っても入荷しないことに気付かず、休刊後も数カ月間、棚の一角に置かれ続けているケースも見受けられた。
本誌で『ジェネレーションキッズ』を連載していた一本木蛮は、連載当時ファンロードにて並行して連載していた『一本木蛮のキャンパス日記』にて、大手取次店が取扱いを止めてしまったため休刊が決まった事を突然担当編集者から知らされ、作品自体が打ち切りになってしまった事を公表している。
その後も、「JICC出版局」という社名は忌み嫌われるようになり、この雑誌の休刊から6年後の1993年に「宝島社」へと社名変更した。
この他にも、ゆくゆくは週刊となる構想を社内的に掲げていた少年漫画雑誌はいくつか存在する。しかし、実際にはこの雑誌の創廃刊以降、2022年現在まで、週刊少年漫画雑誌市場への新規参入は全くない。

## 主な掲載作品
- ランボーセンセー（永井豪）
- 紫!参上（髙橋美由紀）
- 剛神（近藤豊・滝沢一穂）
- かくてるポニーテール（星里もちる）- 単行本はのちに徳間書店（少年キャプテンコミックス）および復刊ドットコムから発売されている。
- 聖ミカエラ学園漂流記（高取英・藤原カムイ）
- ジェネレーションキッズ（一本木蛮）
- モンスターロード（寄生虫）
- 9+1で春平（高天薫・本山一城）
- 突撃機動捜査隊BOON（志水三喜郎）
- P-BOYS（相沢真理）